# Suro (pel·lícula de 2022)
Suro és una pel·lícula dramàtica de l'any 2022 dirigida per Mikel Gurrea, protagonitzada per Vicky Luengo i Pol López i ambientada al municipi de Darnius i a la serra de l'Albera a l'Alt Empordà. El repartiment el completen intèrprets no professionals que es van incorporar a la producció després d'un llarg procés de càsting realitzat durant un any i mig per tot el territori català.
El film es va estrenar a Secció Oficial del Festival Internacional de Cinema de Sant Sebastià 2022. Va rebre el premi FIPRESCI, el premi Irizar a la millor pel·lícula basca i el premi Euskal Gidoigileen Elkartea.

## Argument
Una parella jove, l'Elena i l'Ivan, hereta una explotació de suro a l'Alt Empordà. Com a propietaris forasters, somien amb construir una vida justa i sostenible, però descobriran que els seus ideals xoquen de cara amb la imperiosa necessitat de guanyar diners. Comencen aquesta vida neorural i s'enfronten a la duresa de les peculiaritats de la lleva del suro en un entorn que els posarà a prova.

## Producció
Primer llargmetratge de Gurrea, el projecte es va desenvolupar a la Residència Ikusmira Berriak 2016 de Sant Sebastià, Sources2 i el Sam Spiegel Film Lab. El guió va ser escrit per Gurrea al costat de Francisco Kosterlitz.
Laia Costa va ser originalmente triada per a un dels papers principals, però finalment Vicky Luengo va fer el paper de protagonista. La pel·lícula va ser produïda per Lastor Media juntament amb Malmo Pictures i Irusoin, amb la participació de TV3, EiTB, i el finançament de l'ICAA, ICEC i el suport de Creative Europe's MEDIA. Es va rodar en català, principalment, al municipi de Darnius, on està gravada la pràctica totalitat de la pel·lícula amb algunes escenes a altres municipis de l'Alt Empordà, inclòs el Massís de l'Albera. A més dels tres protagonistes, el repartiment està format per actors no professionals la majoria treballadors del suro. El rodatge es va iniciar el 19 de juliol de 2021.

## Estrena
La pel·lícula va ser seleccionada per a la seva projecció al concurs principal de la 70 edició del Festival Internacional de Cinema de Sant Sebastià, on es va presentar el 19 de setembre de 2022. Distribuïda per A Contracorriente Films, i es va estrenar a les sales el 2 de desembre de 2022.
El 25 de març de 2023, la pel·lícula es va projectar al Teatre Municipal de la Societat la Concòrdia de Darnius, municipi en el qual va ser rodada.

## Premis i nominacions
| Any  | Premi                                                 | Categoria                                  | Nominat                            | Resultat  | Ref    |
| ---- | ----------------------------------------------------- | ------------------------------------------ | ---------------------------------- | --------- | ------ |
| 2022 | 70è Festival Internacional de Cinema de Sant Sebastià | Irizar Basque Film Award                   | Irizar Basque Film Award           | Guanyador | [ 21 ] |
| 2022 | 70è Festival Internacional de Cinema de Sant Sebastià | Premi Fipresci                             | Premi Fipresci                     | Guanyador | [ 21 ] |
| 2022 | 70è Festival Internacional de Cinema de Sant Sebastià | Premi Euskal Gidoigileen Elkartea          | Premi Euskal Gidoigileen Elkartea  | Guanyador | [ 21 ] |
| 2022 | 18è Festival de Cinema de Zuric                       | Millor llargmetratge internacional         | Millor llargmetratge internacional | Nominat   | [ 22 ] |
| 2023 | XV Premis Gaudí                                       | Millor pel·lícula                          | Millor pel·lícula                  | Nominat   | [ 23 ] |
| 2023 | XV Premis Gaudí                                       | Millor direcció novella                    | Mikel Gurrea                       | Guanyador | [ 23 ] |
| 2023 | XV Premis Gaudí                                       | Millor protagonista femenina               | Vicky Luengo                       | Guanyador | [ 23 ] |
| 2023 | XV Premis Gaudí                                       | Millor protagonista masculí                | Pol López                          | Guanyador | [ 23 ] |
| 2023 | XV Premis Gaudí                                       | Millor guió                                | Mikel Gurrea, Francisco Kosterlitz | Nominat   | [ 23 ] |
| 2023 | XV Premis Gaudí                                       | Millor direcció de producció               | Mayca Sanz                         | Nominat   | [ 23 ] |
| 2023 | XV Premis Gaudí                                       | Millor direcció artística                  | Isona Rigau Heras                  | Nominat   | [ 23 ] |
| 2023 | XV Premis Gaudí                                       | Millor muntatge                            | Ariadna Ribas                      | Nominat   | [ 23 ] |
| 2023 | XV Premis Gaudí                                       | Millor música original                     | Clara Aguilar                      | Nominat   | [ 23 ] |
| 2023 | XV Premis Gaudí                                       | Millor so                                  | Leo Dolgan, Xanti Salvador         | Nominat   | [ 23 ] |
| 2023 | XXXVII Premis Goya                                    | Millor direcció novella                    | Mikel Gurrea                       | Nominat   | [ 24 ] |
| 2023 | XXXVII Premis Goya                                    | Millor interpretació femenina protagonista | Vicky Luengo                       | Nominat   | [ 24 ] |